# Лёгкие крейсера типа «Тайгер»
Лёгкие крейсера типа «Тайгер» — последний тип лёгких крейсеров Королевского военно-морского флота Великобритании. Были заложены в 1941—1942 как лёгкие крейсера типа «Минотавр», но из-за радикальной переделки проекта строительство затянулось до 1959—1961. Всего построено 3 корабля: «Тайгер» (англ. Tiger), «Лайон» (англ. Lion), «Блейк» (англ. Blake). В 1965 — 1972 годах «Тайгер» и «Блейк» были перестроены в крейсера-вертолётоносцы. Списаны в конце 1970-х; в 1980-х разобраны на лом.

## История
В ходе Второй Мировой Войны, британский флот был крайне озабочен усилением противовоздушной обороны своих крейсеров. Авиация к этому времени уже утвердилась в роли основного средства уничтожения надводных кораблей. В то же время, британский флот не желал более строить специализированные крейсера ПВО, вооружённые только лёгкими универсальными орудиями; при всех достоинствах подобных кораблей как средства противовоздушной обороны, они были малоэффективны в бою с неприятельскими кораблями или при обстреле побережья.
Решением проблемы виделось создать новый тип крупнокалиберной универсальной артиллерии — такой, которая могла бы равно эффективно применяться и против воздушных целей, и против надводных кораблей неприятеля. Британский флот уже пытался ранее создать универсальные тяжёлые орудия — таковыми должны были стать 152-мм пушки BL Mark XXIII, ставившиеся на лёгкие крейсера типа «Линдер» и «Аретуза» — но как выяснилось, орудия с ручным заряжанием просто не могли поддерживать должный темп стрельбы, чтобы использоваться как зенитные. Стало ясно, что универсальные тяжёлые орудия должны иметь полностью механизированное заряжание, работающее при любом угле возвышения.

## Проектирование
В 1941—1942, британский флот заложил последнюю большую серию лёгких крейсеров типа «Минотавр». Эти лёгкие крейсера представляли собой развитие предшествующего типа «Кроун Колони», с улучшенным вооружением и системами управления огнём. Ещё в процессе постройки, было решено достроить по исходному проекту только первые четыре крейсера; четыре последующих, названные подклассом «Тайгер», должны были получить качественно новое вооружение из универсальных тяжёлых 152-мм орудий.
После окончания военных действий, постройка кораблей класса «Минотавр» была приостановлена. В конечном итоге, по окончательному проекту решено было достроить только три корабля. Четыре крейсера типа «Тайгер» оставались на стапелях до 1947 года, когда было принято решение достроить три из них по усовершенствованному проекту. В проекте 1947 года, крейсера должны были быть вооружены тремя трёхорудийными башнями с универсальными 152-мм пушками; их зенитное вооружение должно было состоять из спаренных «Бофорсов» в автоматических установках STAAG.
Тем не менее, работы над кораблями продвигались очень медленно. Виной тому была унаследованная от предшествующих типов очень зажатая, тесная центральная часть (уже готовая на недостроенных кораблях), которая не допускала значительных модернизаций. Многие адмиралы предлагали разобрать недостроенные «Тайгеры» на лом, а вместо них заложить новые крейсера большего водоизмещения — но это предложение в условиях послевоенного сокращения бюджета не получило поддержки.
В 1949, проект крейсеров ещё раз переработали. Был подготовлен ряд проектов их достройки; в том числе как чистых крейсеров ПВО с большим количеством 76-мм автоматических орудий. Тем не менее, большинство адмиралов все же считало важным сохранить 152-мм пушки. В результате, проект 1949 года предусматривал сохранение двух из трёх первоначально планируемых башен главного калибра, и установку вместо третьей 76-мм зенитных орудий. Рассматривался также проект, при котором обе 152-мм башни должны были располагаться линейно-возвышенно на носу корабля, а в кормовой части устанавливались три спаренные 114-мм установки, аналогичные применяемым на эсминцах. Этот проект был отклонен из-за желания адмиралов иметь круговой обстрел орудиями главного калибра. В это же время было решено перейти от трёхорудийных башен главного калибра к двухорудийным.
Ситуация оставалась неясной вплоть до 1954 года, когда советский флот начал массово вводить в строй новые лёгкие крейсера типа «Свердлов», значительно превосходящие старые британские корабли военной постройки. Возможности «Свердловых», преувеличенные слухами, вызвали серьёзнейшее беспокойство в британском адмиралтействе, все ещё мыслившем по-инерции категориями классической крейсерской войны против британских коммуникаций. 5 ноября 1954 года было принято решение достроить крейсера типа «Тайгер» как быстроходные эскортные корабли для авианосных соединений, способные также выполнять задачи по демонстрации флага в мирное время, и защите коммуникаций в военное. Обсуждался вопрос о достройке крейсеров как ракетных — вооружённых зенитными ракетами «Си Слаг» — но британское ракетное оружие ещё находилось на ранней стадии разработки, и проект был отвергнут на том основании, что он затянет достройку крейсеров.
В 1957 году был, наконец, подготовлен окончательный проект крейсеров типа «Тайгер» — с двумя башнями 152-мм универсальных орудий, на носу и на корме соответственно, и зенитным вооружением из новых 76-мм пушек.

## Конструкция
Исходно спроектированные как лёгкие крейсера типа «Минотавр», крейсера типа «Тайгер» имели ту же длину в 169,3 метра, но были чуть шире (20 метров ширины) и имели на полтора метра большую осадку (7,1 метра). Их полное водоизмещение составляло 11700 тонн.
Архитектура их надстроек в основных компонентах повторяла таковую для класса «Минотавр»; массивная прямоугольная носовая надстройка включала в себя мостик и соединялась с носовой дымовой трубой. Между трубами имелся промежуток, использованный для размещения подъёмных кранов и шлюпок. Следом шла вторая дымовая труба, за которой находились кормовая мачта и кормовая надстройка. Основными отличиями от «Минотавров» была более высокая кормовая надстройка, и новые решетчатые мачты пирамидальной формы.

### Вооружение

#### Универсальный главный калибр
Основным вооружением крейсеров типа «Тайгер» были универсальные 152-миллиметровые 50-калиберные орудия QF Mark V, с полностью автоматизированным заряжанием. Разработка этих орудий началась ещё во время войны, с целью радикально увеличить возможности противовоздушной обороны новых лёгких крейсеров, в то же время, не превращая их в специализированные крейсера ПВО. Предполагалось, что новые орудия будут равно эффективны как по надводным и береговым, так и по воздушным целям; однако, из-за технической сложности проекта, разработка их сильно затянулась.
Орудия этого типа были рассчитаны на впечатляющую скорострельность до 20 выстрелов в минуту. Так как стрельба в таком темпе приводила к сильнейшему перегреву стволов, на них были надеты кожухи водяного охлаждения. Снаряды и заряды в металлических гильзах подавались гидравлическими элеваторами из двухъярусных погребов под башнями; в боевом отделении башни, снаряды и заряды перегружались на подающий лоток и заряжались в орудие. Перезарядка была доступна при любом угле вертикального возвышения. Орудия могли стрелять бронебойным снарядом весом в 58,9 кг и осколочно-фугасным снарядом, также использовавшимся как зенитный, весом в 59,9 кг. Максимальная дальность стрельбы составляла 23000 метров. Боезапас на орудие составлял 400 снарядов.
Каждый крейсер нес по две спаренные орудийные башни Mark 26, одну на носу, и одну на корме. Башни были двух разных моделей; половина использовала гидравлическую систему управления RP15, вторая половина — электрическую RP53. Считается, что крейсер «Тигр» нес две гидравлические башни, «Блэйк» две электрические, и «Лайон» имел по одной башне каждого типа.
Орудия QF Mark V продемонстрировали себя как весьма мощные и точные системы вооружений, но в то же время — чрезвычайно сложные и капризные в эксплуатации. Сами по себе механизмы были достаточно надежны, но требовали длительного и высококвалифицированного обслуживания. Большое количество применявшей гидравлики при интенсивной стрельбе приводило к тому, что внутри башен шёл настоящий «дождь» из масла, вынуждая персонал носить с собой зонты. Сложность механики стала основной причиной длительной разработки орудий, и одной из основных претензий к крейсерам.

#### Зенитное вооружение
Противовоздушное вооружение крейсеров было представлено спаренными 76-миллиметровыми 50-калиберными зенитными установками Mark 6. Эти орудия были разработаны уже после войны, как перспективное вооружение для новых кораблей, способное бороться с реактивной авиацией и управляемым ракетным оружием. Ствол орудия и используемый боеприпас был разработан совместно с американцами и идентичен используемым в американской зенитной установке 3"/70 Mark 37; однако, сама установка была чисто британской.
Орудия были рассчитаны на темп стрельбы в 90 выстрелов в минуту; исходный проект создавался под 95-115 выстрелов в минуту, но эти требования выполнить не удалось. Для охлаждения, стволы были оснащены водяными охлаждающими кожухами. Потолок по воздушным целям составлял 11800 метров. Они стреляли унитарным снарядом весом в 5,6 килограмма (вместе с зарядом — 16,4 кг), оснащенным радиолокационным взрывателем. Боеукладка в башне составляла 68 снарядов; общий боекомплект на орудие составлял 851 снаряд, которые подавались двумя цепными элеваторами со скоростью 25 снарядов в минуту.
На каждом крейсере типа «Тайгер» имелось по три спаренные установки такого типа, из которых одна находилась в носовой части, стреляя поверх носовой башни универсального калибра, две — по бокам, между кормовой трубой и кормовой мачтой. Орудийные системы этого типа были весьма эффективны, но — подобно другим автоматическим орудиям того времени — страдали от частых заклиниваний в системе подачи боекомплекта и требовали очень квалифицированного обслуживания.

#### Радиоэлектронное оснащение
Крейсера типа «Тайгер» несли развитое радиоэлектронное оснащение. Исходный состав такового за время постройки крейсеров неоднократно пересматривался с учётом новейших достижений в этой области.
Основным средством обнаружения воздушных целей являлся трёхкоординатный радар Тип 960, смонтированный на кормовой мачте. В ходе модернизаций, он был заменен более современным радаром Тип 965. Так как этот радар обладал недостаточными возможностями обнаружения низколетящих целей, на носовой мачте крейсеров был установлен радар Тип 992Q, используемый как для обнаружения надводных, так и для обнаружения низколетящих воздушных целей. На выступе кормовой мачты крейсера был также смонтирован радиолокационный высотомер Тип 278, предназначенный для определения высоты полёта целей.
Наведение орудий главного и зенитного калибра осуществлялось с помощью пяти артиллерийских директоров двойного назначения, оборудованных радаром Тип 903. Директоры могли выдавать целеуказание как по надводным, так и по воздушным целям. Два директора были смонтированы на крыше носовой надстройки (осуществляя целеуказание для носовой 152-мм и 75-мм установок соответственно), два были установлены на высоких опорах в центре корпуса (целеуказание для бортовых 75-мм орудий) и последний на крыше кормовой надстройки (для кормовой 152-мм башни).

### Бронирование
Броневая защита крейсеров типа «Тайгер» основывалась на броневом поясе, узкой полосой тянувшемся от носовой до кормовой башни главного калибра. В центре корпуса, рядом с машинным отделением, имелся верхний пояс толщиной в 51 миллиметров. Толщина пояса составляла от 83 до 89 миллиметров: он был способен выдержать попадание 152-мм снаряда с дистанции более 10000 метров.
Башни крейсеров были защищены тонкими броневыми плитами толщиной от 20 до 55 миллиметров. Барбеты под башнями прикрывались 51 миллиметровыми плитами. Горизонтальную защиту обеспечивала броневая палуба толщиной в 50 миллиметров.
В целом, защита крейсеров типа «Тайгер» была довольно слабой, обеспечивая адекватную защиту только жизненно важным частям корабля.

### Силовая установка
В движение корабли типа «Тайгер» приводили четыре паровых турбозубчатых агрегата Парсонса, приводившие в действие четыре винта. Пар обеспечивали четыре строенных котла модели адмиралтейства. На полной мощности, крейсера развивали ход до 31,5 узлов; дальность экономичного 13-узлового хода составляла порядка 12000 километров.

## Служба

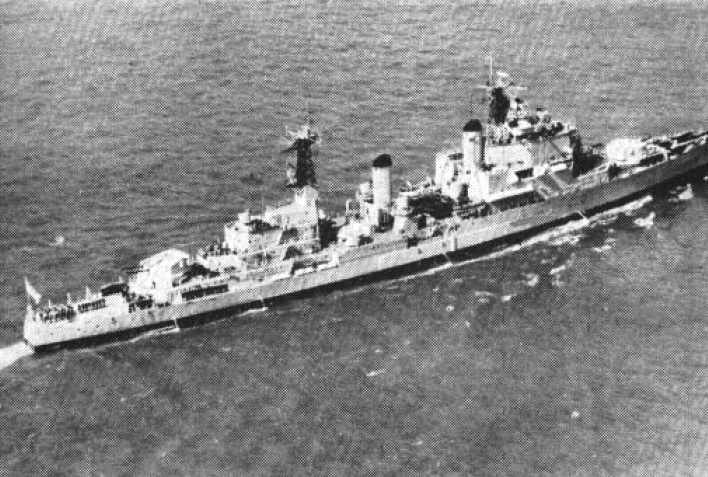
«Тайгер» в открытом море в 1961 году

После чрезвычайно затянувшейся постройки, крейсера вступили в строй в конце 1950-х — начале 1960-х. Их начальная служба сопровождалась множеством проблем из-за высокой требовательности их орудий, из-за которой их боеспособность была весьма ограничена.
Тем не менее, это были самые современные крейсера британского флота, и, традиционно, они активно использовались для демонстрации флага. «Тайгер» и «Лайон» в 1962 году входили в состав Средиземноморского Флота и в период Карибского Кризиса базировались в Гибралтаре, готовые к действиям. Вскоре после этого, в 1963, «Блэйк» вывели в резерв. «Тайгер» в 1965—1966 был направлен на Дальний Восток в связи с напряжением международных отношений вокруг Индонезии и Малайзии; в 1966 он также был выведен в резерв.
В сентябре 1964, «Лайон» был направлен представлять Британию на праздновании независимости Мальты; однако, выходя в море, крейсер столкнулся с фрегатом «Лавстофф» и едва успел завершить ремонт. В 1965, он принимал участие в праздновании независимости Гамбии, после чего вернулся в Британию и до 1967 года входил в состав Флота Метрополии. В 1967 году он, подобно остальным кораблям своего класса, был выведен в резерв.

### Модернизация в вертолётоносцы
В 1964-м, на фоне стремительного развития ядерного и ракетного оружия, командование британского флота пришло к выводу о бесполезности чисто артиллерийских крейсеров в новых условиях. Возможности противовоздушного вооружения «Тайгеров», впечатляющие на момент проектирования, уже не соответствовали требованиям борьбы со сверхзвуковыми самолётами и крылатыми ракетами; значение артиллерийского вооружения в войне на море также оказалось под вопросом. Вступившие в строй почти одновременно с «Тайгерами» ракетные эсминцы/крейсера типа «Каунти» располагали намного большими возможностями противовоздушной обороны и могли использовать свой зенитный ракетный комплекс «Си Слаг» для поражения кораблей противника. Задачи же обстрела побережья, как полагали в то время, способна более эффективно решать палубная авиация при помощи тактических ядерных боеприпасов.
В связи с этим, целесообразность сохранения крейсеров типа «Тайгер» в составе флота была поставлена под сомнение. Однако, эти корабли были почти новыми, находились в отличном техническом состоянии, и их списание выглядело нерационально.
В 1966 году, был разработан проект перестройки крейсеров типа «Тайгер» в крейсера-вертолётоносцы. При этом, кормовая 152-мм башня и обе кормовые 76-мм установки должны были бы быть демонтированы, и заменены большим палубным ангаром и вертолётной площадкой. Возможности кораблей в плане самообороны предполагалось усилить установкой ЗРК ближнего радиуса действия «Си Кэт». Модернизированные, крейсера типа «Тайгер», по мнению адмиралов, объединяли бы в себе функции противолодочных кораблей, флагманов флота и мощных надводных боевых единиц, тем самым высвобождая место на палубах авианосцев под ударную и истребительную авиацию.
Работы на кораблях начались в 1968 году. На модернизацию были поставлены «Тайгер» и «Блэйк»; более изношенный «Лайон» решено было не модернизировать, а разобрать на запчасти. В ходе модернизации, с крейсеров демонтировали кормовую башню главного универсального калибра, и на месте неё и части кормовой надстройки смонтировали ангар на четыре противолодочных вертолёта. Кормовую часть перестроили в лётную палубу. Кормовую мачту демонтировали, заменив её конической опорой для новой РЛС Тип 965. Две бортовые 76-мм установки также были демонтированы, и на их месте смонтированы две счетверенные пусковые зенитного ракетного комплекса «Си Кэт».
После перестройки в крейсера-вертолётоносцы «Тайгер» и «Блейк» стали обладать следующими изменившимися характеристиками:
- Водоизмещение: 9975 стандартное, 12 080 полное.
- Артиллерийское вооружение: 1 × 2 — 152-мм АУ QF Mark V, 1 × 2 — 76-мм Mark 6,
- Зенитное ракетное вооружение: 2 × 4 ПУ ЗРК «Си кэт».
- Авиагруппа: 4 вертолёта, первоначально Westland Wessex , затем S-61 «Си Кинг».

### Дальнейшая служба
В 1969 году, была завершена модернизация «Блэйка»; в 1972 году к нему присоединился «Тайгер». Модернизированные крейсера должны были стать основой противолодочных соединений, действующих в Атлантике против советских субмарин. «Блэйк» в 1969 году был направлен в Гибралтар как предупреждение генералу Франко в связи с охлаждением испано-британских отношений. В 1970, он использовался для экспериментов с самолётами вертикального взлёта и посадки «Харриер». В 1977 году, «Блэйк» и «Тайгер» принимали участие в военно-морском параде по случаю празднования 25-летия со дня коронации королевы Елизаветы II.
Однако, служба модернизированных крейсеров оказалась недолгой. Дальнейшие сокращения военно-морского бюджета, связанные со значительными затратами на постройку флота атомных субмарин и ракетоносных эсминцев, привели к тому, что поддержание в строю старых крейсеров — требующих значительного экипажа — оказалось слишком дорогим для их ограниченных боевых возможностей. Помимо этого, Королевский Флот завершил модернизацию старых авианосцев «Гермес» и «Булварк» в противолодочные вертолётоносцы, обладающие заметно большими возможностями, чем модернизированные «Тайгеры».
В 1978 году, «Тайгер» был выведен в резерв. В 1979 следом за ним был списан «Блэйк». 6 декабря 1979 года, на торжественной церемонии, «Блэйк» — последний крейсер в истории Королевского Флота — последний раз провел стрельбы из своих 152-мм орудий, прежде чем спустить флаг. Оба корабля были законсервированы на базе хранения резерва флота в Чатэме.

### Фолклендская война
В 1982 году, когда Аргентина вторглась на спорные Фолклендские Острова, британский флот начал срочную мобилизацию всех наличных сил. В ожидании возможных потерь, была проведена инспекция стоявших в резерве кораблей, среди которых были два последних крейсера британского флота — «Тайгер» и «Блэйк». Осмотр показал, что оба корабля (прошедшие капитальный ремонт в начале 1970-х) находятся в очень хорошем состоянии, и могут быть быстро возвращены в строй.
Работы по реактивации кораблей начались немедленно; крейсера были поставлены в сухой док и началось восстановление их механизмов и систем. Сторонники возвращения этих кораблей в строй указывали, что их мощные 152-миллиметровые орудия (для которых все ещё имелся значительный запас снарядов) будут отличным средством поддержки десантных операций, а большие лётные палубы — на тот момент, третьи по площади в Королевском Флоте — смогут служить передовой площадкой для дозаправки «Харриеров», действующих с остающихся в тылу авианосцев.
Возвращение «Тайгера» и «Блэйка» в строй было приостановлено в мае, когда стало ясно, что война скоро закончится, и крейсера уже не успеют принять в ней участие. Кроме того, были и другие факторы «против»; вооружение и радиоэлектронное оснащение крейсеров устарело, и уже не соответствовало требованиям времени. Использование их как передовых площадок для развертывания «Харриеров» также оказалось под вопросом — ввиду отсутствия на крейсерах трамплина, «Харриеры» могли взлетать с них только вертикально, что значимо ограничивало их боевую нагрузку и радиус действия. Но главной причиной была необходимость в почти двух тысячах обученных моряков для комплектования экипажей крейсеров.
После войны, крейсера были вновь законсервированы. В 1982, Чили высказывало некоторый интерес к приобретению этих кораблей (уже находившихся на значимой стадии реактивации), однако сделка не состоялась. В 1982 году «Блэйк» был продан на лом; в 1986 был разобран «Тайгер».

## В серии
|          | заложен         | спущен          | вступил в строй | Выведен из состава | Списан |
| -------- | --------------- | --------------- | --------------- | ------------------ | ------ |
| «Тайгер» | 1 октября 1941  | 25 октября 1945 | 18 марта 1959   | 20 апреля 1978     | 1986   |
| «Лайон»  | 24 июня 1942    | 2 сентября 1944 | 20 июля 1960    | 1972               | 1975   |
| «Блейк»  | 17 августа 1942 | 20 декабря 1945 | 8 марта 1961    | 6 декабря 1979     | 1982   |

Следует заметить, что корабли были неоднократно переименованы за время постройки. Так, «Тайгер» был заложен как «Беллерофон»; «Лайон» изначально был «Дифенсом». Интересно, что «Блэйк» изначально был заложен как «Блэйк», затем переименован в «Тайгер», и затем снова в «Блэйк».

## Оценка проекта
Лёгкие крейсера типа «Тайгер» стали последними крейсерами Британского Королевского Флота и последними построенными тяжёлыми артиллерийскими кораблями вообще. Спроектированные ещё во время Второй Мировой Войны, они представляли собой радикальный скачок в эволюции военного кораблестроения — к сожалению, устаревший задолго до того, как корабли вступили в строй.
Главным недостатком крейсеров типа «Тайгер» была чрезвычайно затянувшаяся достройка. В начале 1960-х, когда они, наконец, вступили в состав флота, развитие технологии сделало их уже устаревшими на фоне совершенствования реактивной авиации, тактического ядерного оружия и управляемых ракет. Их тяжелая универсальная артиллерия, лучшая в своем классе, значимо уступала по возможностям уже широко распространённым зенитным ракетам; артиллерийский бой на море практически полностью ушёл в прошлое с развитием палубной авиации и противокорабельного ракетного оружия. Даже функции обстрела побережья выглядели уже не столь актуальными в связи с возможностями тактического ядерного оружия. Свою роль сыграли и выявившиеся проблемы с системами вооружения.
В результате, служба этих крейсеров была заведомо проигрышной борьбой за обоснование их сохранения в составе флота, в ситуации непрерывно сокращаемого военного бюджета. Не прослужив и десяти лет, один из них был списан на лом, а два других выведены в резерв и поставлены на радикальную модернизацию — которая, в свою очередь, также оказалась недостаточно радикальной, чтобы оправдать расходы на их эксплуатацию. По иронии судьбы, оба этих корабля были окончательно выведены в резерв за два года до Фолклендской Войны — конфликта, в котором их боевые качества могли бы оказаться крайне востребованными!